# Ersttagsstempel
Unter einem Ersttagsstempel versteht man einen Poststempel, dessen Stempeldatum mit dem Ersttag der damit entwerteten Briefmarke übereinstimmt.

## Geschichte
Bevor das Sammeln von Ersttagsbelegen wie z. B. Ersttagsblatt und Ersttagsbriefen sehr populär wurde, galten sie als Raritäten. Sie wurden auf klassischen Ausgaben (bis ca. 1914) eher für philatelistische Forschungszwecke bzw. als historische Belege infolge von politischen Umbrüchen gesucht (z. B. k.u.k.-Nachfolgestaaten).
Im Laufe der Jahre entwickelten sich diese Belege immer mehr vom postalischen Nutzen weg zu einem reinen Sammelobjekt. Briefmarken wurden gekauft, um sofort entwertet zu werden, und im Rahmen des Erwerbs von Ersttagsblättern und Ersttagsbriefen werden die Briefmarken somit bereits entwertet erworben. Der ursprüngliche Nutzen eines Postbeleges, nämlich durch die Post zugestellt zu werden, ist seit spätestens den 1960er Jahren damit verloren gegangen. Dieser Selbstzweck und die hohen Auflagen führten jedoch zu einem Preisverfall in der Philatelie.

## Varianten
Neben dem Tagesstempel mit Ersttagsdatum nutzen manche Postämter auch besondere Ersttagsstempel, deren Gestaltung einen Bezug zur Briefmarke aufweist. 

### Deutschland
In Deutschland sind dies die Versandstellen in Berlin (Zentrum) und Bonn der Deutschen Post sowie gegebenenfalls die jeweiligen Postfilialen mit einem Bezug zum Ausgabemotiv der Briefmarke, die zu jeder Briefmarkenneuerscheinung auch einen passenden Sonderstempel herausgeben, welcher nur am Ersttag verwendet wird.

### Österreich

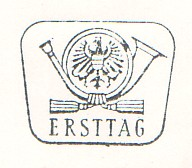
Neues Design 26. Januar 1973, „Ersttag“, darüber ein großes Posthorn mit Adler, trapezförmig abgerundet

Je nach Art und Ort des Stempels unterscheidet man folgende Arten von modernen Ersttagsstempel:
(Beispiel anhand der Briefmarke „Eröffnung des Anton Bruckner Hauses in Linz“, Österreich, 22. März 1974, ANK-Nr. 1465)
- Ersttags-Tagesstempel: (vulgo: "Datumsstempels vom Ersttag"):

Beliebiger Tagesstempel, nur das Datum ist relevant und muss mit dem Ersttag der Marke übereinstimmen (z. B.: 22. März 1974).
- Ersttag-Zusatzstempel: Im allgemeinen Sprachgebrauch meist nur "Ersttags-Stempel": Um Ersttagsstempel als solche deutlich hervorzuheben, wurde ein offizieller Zusatzstempel eingeführt. Er durfte nur an Ersttagen, neben der Marke und gemeinsam mit den entwertenden Stempeln angebracht werden. Er weist keinerlei Orts- bzw. Datumsangaben auf, daher hat er auch keine postalische, sondern nur eine philatelistische Bedeutung. Obwohl er Ersttagsstempel genannt wird, sollte er mit dem Ersttags-Tagesstempel nicht verwechselt werden.
- Orts-Ersttagsstempel: Tagesstempel, bei dem das Datum und der Ort (zum Beispiel 4010 LINZ, 22. März 1974) mit dem Anlass der Briefmarkenausgabe übereinstimmt.
- Ersttags-Sonderstempel: Sonderstempel, bei dem das Datum und der Anlass des offiziellen Sonderstempels der Postverwaltung mit der Briefmarke übereinstimmt, in diesem Beispiel wurde ein Sonderpostamt eingerichtet, das während einer gewissen Zeitspanne den Sonderstempel „Eröffnung Brucknerhaus Linz am 22. März 1974“ verwenden durfte. Wurde die Marke jedoch am 23. März 1974 oder später mit diesem Stempel entwertet, so gilt er nicht mehr als Ersttagsstempel, sondern nur mehr als Sonderstempel; Ersttag der Briefmarke war der 22. März.
- Ortsersttags-Sonderstempel: Sonderstempel, bei dem der Ort, das Datum und der Anlass des offiziellen Sonderstempels der Postverwaltung mit der Briefmarke übereinstimmen.
- Ersttags-Werbestempel: Sinngemäß wie oben, der Stempel wurde aber nicht von der Postverwaltung, sondern einer Firma, einem Veranstalter etc. in Auftrag gegeben.